# Yvretta
Yvretta là một chi bướm ngày thuộc họ Bướm nâu.